# FNNスピーク
『FNNスピーク』（英語: FNN SPEAK）は、フジテレビをはじめFNN（フジニュースネットワーク）系列各局（テレビ宮崎を除く）にて、1987年（昭和62年）10月1日から2018年（平成30年）3月30日まで（土曜日は1992年4月4日から2016年3月26日まで）生放送されていた昼のニュース番組である。

## 概要

### 月-金曜版
放送開始当時『FNNスーパータイム』など、報道番組のタイトルに「ニュース」を入れないという流れに沿ってこの短いタイトルになった。
番組開始から30年半に亘って続いた長寿報道番組であり、放送されていた民放の昼のニュース番組の中で最も放送年数の長い番組である。さらに、国内の民放ネットワークによるニュース番組で且つ同一タイトルのニュース番組としては最長記録を誇っており、スポットニュースを含めても『JNNフラッシュニュース』（TBS）に次ぐ長さになる。
2005年4月1日まで関西テレビでは『KTVワイドニュース』としてタイトルを差し替えていたため、2006年頃までオープニングは例として、「こんにちは、月曜日のお昼のニュース、露木茂です。こんにちは城ヶ崎祐子です』といったあいさつだった（『FNNニュースレポート11:30』も同様）。
月-金曜の地上波の放送時間は前番組の『FNNニュースレポート11:30』を含めて32年間一度も変更されなかったが、2014年4月1日から『森田一義アワー 笑っていいとも!』の後番組『バイキング』の開始に伴い5分短縮された。
1992年まで年末年始は12月31日までと1月4日以降が通常放送、正月三が日は15分の短縮版（『産経テレニュースFNN』と同じフォーマット）で放送されていた。1993年から正月三が日、2000年代以降は年末（12月29日頃から）の放送が休止となっていた。
CS放送のフジテレビTWOでも時差放送を行っていたが、2012年3月23日を以って打ち切りとなった（オープニング・エンディングはCS放送独自の物に差し替えていた）。また2012年4月2日から2014年3月28日まではスマートフォン向け放送局「NOTTV」のNOTTV1にて月-金曜日のみ時差放送された。
2005年1月からハイビジョン放送、2005年10月3日からリアルタイム字幕放送（当初は月-金曜版のみ、2009年4月4日から土曜版も実施）。2011年10月31日からフジテレビの全ての報道・情報番組がステレオ放送に切り替わった為、放送開始以来変わる事がなかった音声モードがモノラルからステレオに変更された。月-金曜昼の報道番組では『ANNニュース』（テレビ朝日）に次いで2例目、土曜日も『田勢康弘の週刊ニュース新書』（テレビ東京）に次いで2例目となる。
2018年4月改編でフジテレビ・BSフジの報道ニュース番組の統一ブランド『プライムニュース』として、『FNNプライムニュース デイズ』を開始することとなり、当番組は同年3月30日をもって終了し、放送開始から31年間の歴史に幕を下ろした。なお、奥寺は『FNNプライムニュース デイズ』にも続投となったが、斉藤は本番組を以って降板した。

### 土曜版
1992年4月、それまで週末に編成されていた『産経テレニュースFNN』を土曜日のみ改題する形で開始。当初は月-金曜と同じ時間で30分番組で放送し、1999年4月からは『風まかせ 新・諸国漫遊記』の15分拡大により、時間枠が縮小。また、2000年4月から2002年9月までの間は、土曜昼前の情報番組（『ウォッ!チャ→お台場2★4★8 スーパーウォッ!チャ』『情報プロジェクトS』『土曜LIVE』）にそれぞれ内包されていた。これらの番組をネットしていない地域では独立番組として放送されていた。
2016年3月26日に放送終了。

### 土曜・日曜版
2016年4月2日に『FNNスピークWeekend』が開始。土曜日は、日曜昼の『産経テレニュースFNN』と、放送時間とタイトルが統一された。このことで、『スピーク』は日曜も含めて毎日放送されることとなった。ただし週末版はタイトル・放送時間・内容など大きく異なる。詳細は該当項目参照。

## 放送時間
全てJST（日本標準時）で表記する。

### 地上波
| 期間                           | 月-金曜               | 土曜日                |
| ------------------------------ | --------------------- | --------------------- |
| 1987年10月01日 - 1992年3月27日 | 11:30 - 12:00（30分） | （放送なし）          |
| 1992年03月30日 - 1999年3月27日 | 11:30 - 12:00（30分） | 11:30 - 12:00（30分） |
| 1999年03月29日 - 2002年3月30日 | 11:30 - 12:00（30分） | 11:30 - 11:45（15分） |
| 2002年04月01日 - 2002年9月28日 | 11:30 - 12:00（30分） | 11:30 - 11:43（13分） |
| 2002年09月30日 - 2014年3月31日 | 11:30 - 12:00（30分） | 11:45 - 12:00（15分） |
| 2014年04月01日 - 2016年3月26日 | 11:30 - 11:55（25分） | 11:45 - 12:00（15分） |
| 2016年03月28日 - 2018年3月30日 | 11:30 - 11:55（25分） | （放送なし）          |

- 年末年始は放送が休止となり、代替として11:50 - 12:00に10分間の『FNNニュース』が放送される[注 5]。また、2008年まで1月第3月曜日(曜日配列によっては第2月曜日)はソニーオープン・イン・ハワイ中継のため放送が休止（後述する『笑っていいとも!』のジャンクションも休止）となっていた。

### CS
フジテレビTWOにて時差放送。2009年3月までフジテレビ739（現・フジテレビONE）で放送された。2012年3月23日をもって終了。
- 月-金曜：12:00 - 12:30
- 土曜日：12:00 - 12:15

### マルチメディア放送
NOTTV1月-金曜午後の生放送情報番組の1コーナーとして時差放送されたが、午後の生放送番組消滅に伴い時差放送も終了した。『notty★LIVE 7時間!』が開始した2012年4月2日（NOTTV開局直後）から、『青木隆治のエンタメまるっとLIVE』が終了した2014年3月28日まで。CM直前の導入部分や天気予報がカットされるなど一部編集されたものが放送された。

## 出演者

### メインキャスター
出演当時の者を含めて、全員フジテレビアナウンサーが担当。
| 期間 | 男性         | 男性               | 男性               | 男性               | 女性          | 女性          | 女性          | 女性          | 女性 |
| 期間 | 月 - 水      | 木                 | 金                 | 土                 | 月 - 水       | 木            | 金            | 土            |      |
| --- | ------------ | ------------------ | ------------------ | ------------------ | ------------- | ------------- | ------------- | ------------- | ---- |
| 1987年10月01日 - 1988年03月31日 | 須田哲夫1・2 | 須田哲夫1・2       | 須田哲夫1・2       | （放送なし）       | 小出美奈1     | 小出美奈1     | 小出美奈1     | （放送なし）  |      |
| 1988年04月01日 - 1988年12月30日 | 露木茂2      | 露木茂2            | 野間脩平2          | （放送なし）       | 中村奈緒美    | 中村奈緒美    | 城ヶ崎祐子    | （放送なし）  |      |
| 1989年01月4日 - 1989年03月10日 | 露木茂2      | 露木茂2            | 野間脩平2          | （放送なし）       | 城ヶ崎祐子    | 城ヶ崎祐子    | 城ヶ崎祐子    | （放送なし）  |      |
| 1989年03月13日 - 1989年03月17日 | 露木茂2      | 露木茂2            | 野間脩平2          | （放送なし）       | 城ヶ崎祐子    | 城ヶ崎祐子    | 長野智子      | （放送なし）  |      |
| 1989年03月20日 - 1991年03月29日 | 露木茂2      | 露木茂2            | 野間脩平2          | （放送なし）       | 城ヶ崎祐子    | 城ヶ崎祐子    | 永麻理3       | （放送なし）  |      |
| 1991年04月01日 - 1992年03月31日 | 野間脩平2    | 野間脩平2          | 山中秀樹2・4       | （放送なし）       | 城ヶ崎祐子    | 城ヶ崎祐子    | 松尾紀子5     | （放送なし）  |      |
| 1992年04月01日 - 1992年08月22日 | 堺正幸6      | 山中秀樹4・6・7・8 | 山中秀樹4・6・7・8 | 山中秀樹4・6・7・8 | 城ヶ崎祐子    | 松尾紀子      | 松尾紀子      | 木幡美子      |      |
| 1992年08月24日 - 1993年03月31日 | 堺正幸6      | 山中秀樹4・6・7・8 | 山中秀樹4・6・7・8 | 山中秀樹4・6・7・8 | 城ヶ崎祐子    | 木幡美子5・9  | 木幡美子5・9  | 近藤サト      |      |
| 1993年04月01日 - 1993年09月30日 | 堺正幸6      | 向坂樹興6          | 向坂樹興6          | 山中秀樹8          | 河野景子      | 田代尚子      | 田代尚子      | 阿部知代4・10 |      |
| 1993年10月01日 - 1995年04月01日 | 堺正幸6      | 堺正幸6            | 堺正幸6            | 山中秀樹8          | 田代尚子      | 田代尚子      | 田代尚子      | 阿部知代4・10 |      |
| 1995年04月03日 - 1996年03月30日 | 堺正幸6      | 堺正幸6            | 堺正幸6            | 牧原俊幸           | 田代尚子      | 田代尚子      | 田代尚子      | 阿部知代4・10 |      |
| 1996年04月01日 - 1997年03月29日 | 堺正幸6      | 堺正幸6            | 堺正幸6            | 川端健嗣8          | 木幡美子      | 木幡美子      | 木幡美子      | 平松あゆみ    |      |
| 1997年03月31日 - 1998年03月28日 | 堺正幸6      | 堺正幸6            | 堺正幸6            | 川端健嗣8          | 近藤サト      | 近藤サト      | 近藤サト      | 木幡美子8     |      |
| 1998年03月30日 - 1998年10月03日 | 堺正幸6      | 堺正幸6            | 堺正幸6            | 向坂樹興8          | 近藤サト      | 近藤サト      | 近藤サト      | 木幡美子8     |      |
| 1998年10月05日 - 1999年03月27日 | 堺正幸6      | 堺正幸6            | 堺正幸6            | 向坂樹興8          | 田代尚子      | 田代尚子      | 田代尚子      | 木幡美子8     |      |
| 1999年03月29日 - 2000年04月01日 | 堺正幸6      | 堺正幸6            | 堺正幸6            | 牧原俊幸10         | 田代尚子      | 田代尚子      | 田代尚子      | 木幡美子8     |      |
| 2000年04月03日 - 2000年11月25日 | 堺正幸6      | 堺正幸6            | 堺正幸6            | 牧原俊幸10         | 木幡美子      | 木幡美子      | 木幡美子      | 高木広子      |      |
| 2000年11月27日 - 2002年03月30日 | 堺正幸6      | 堺正幸6            | 堺正幸6            | 牧原俊幸10         | 高木広子      | 高木広子      | 高木広子      | 佐藤里佳10    |      |
| 2002年04月01日 - 2005年06月25日 | 川端健嗣     | 川端健嗣           | 川端健嗣           | 智田裕一10         | 高木広子      | 高木広子      | 高木広子      | 佐藤里佳10    |      |
| 2005年06月27日 - 2006年09月30日 | 川端健嗣     | 川端健嗣           | 川端健嗣           | 吉田伸男4          | 高木広子      | 高木広子      | 高木広子      | 佐藤里佳10    |      |
| 2006年10月02日 - 2008年09月27日 | 奥寺健2      | 奥寺健2            | 奥寺健2            | 吉田伸男4          | 島田彩夏2・11 | 島田彩夏2・11 | 島田彩夏2・11 | 佐藤里佳10    |      |
| 2008年09月29日 - 2009年09月26日 | 奥寺健2      | 奥寺健2            | 奥寺健2            | 野島卓4            | 島田彩夏2・11 | 島田彩夏2・11 | 島田彩夏2・11 | 藤村さおり    |      |
| 2009年09月28日 - 2011年03月26日 | 奥寺健2      | 奥寺健2            | 奥寺健2            | 野島卓4            | 島田彩夏2・11 | 島田彩夏2・11 | 島田彩夏2・11 | 石本沙織      |      |
| 2011年03月28日 - 2012年09月29日 | 境鶴丸       | 境鶴丸             | 境鶴丸             | 福原直英           | 島田彩夏2・11 | 島田彩夏2・11 | 島田彩夏2・11 | 藤村さおり10  |      |
| 2012年10月01日 - 2014年03月29日 | 野島卓       | 野島卓             | 野島卓             | 福原直英           | 島田彩夏2・11 | 島田彩夏2・11 | 島田彩夏2・11 | 戸部洋子10    |      |
| 2014年03月31日 - 2014年04月26日 | 野島卓       | 野島卓             | 野島卓             | 福原直英           | 石本沙織      | 石本沙織      | 石本沙織      | 戸部洋子10    |      |
| 2014年04月28日 - 2014年07月12日 | 野島卓       | 野島卓             | 野島卓             | 福原直英           | 石本沙織      | 山中章子4     | 山中章子4     | 戸部洋子10    |      |
| 2014年07月14日 - 2014年09月27日 | 野島卓       | 野島卓             | 野島卓             | 福原直英           | 斉藤舞子      | 山中章子4     | 山中章子4     | 戸部洋子10    |      |
| 2014年09月29日 - 2016年04月01日 | 野島卓       | 野島卓             | 野島卓             | 福原直英           | 斉藤舞子      | 斉藤舞子      | 斉藤舞子      | 山中章子4・12 |      |
| 2016年04月04日 - 2018年03月30日 | 奥寺健13・14 | 奥寺健13・14       | 奥寺健13・14       | （放送なし）       | 斉藤舞子      | 斉藤舞子      | 斉藤舞子      | （放送なし）  |      |
| - 1 『FNNニュースレポート11:30』から続投。 - 2 同日10時台の情報番組ニュースコーナーを兼務（詳細は各番組のページを参照）。 - 3 1989年3月24日・31日は『美味しんぼ倶楽部』を兼務。 - 4 日曜昼の『産経テレニュースFNN』を兼務（山中は1993年3月まで、吉田は2006年10月から）。 - 5 『FNN World Uplink』を兼務（松尾は1992年3月まで月・火曜日、木幡は木・金曜日→月 - 水曜日、いずれもお天気コーナー担当として）。 - 6 同日午後のスポットニュースを兼務（詳細は各番組のページを参照）。 - 7 土曜昼の『産経テレニュースFNN』から続投。 - 8 同日夕方のニュースを兼務（川端は1997年4月から）。 - 9 『モーニングLIVE』を兼務（担当曜日は上記の『FNN World Uplink』と同様、メインキャスターとして）。 - 10 同日朝のニュースを兼務（智田・佐藤はいずれも2003年9月まで）。 - 11 2007年3月まで『報道2001』を兼務。 - 12 『FNNスピークWeekend』も続投。 - 13 『FNNプライムニュース デイズ』も続役（金曜日→月・火曜日担当として）。 - 14 『FNN Live News days』も続投（月～水曜日担当として）。 |              |                    |                    |                    |               |               |               |               |      |

補足
- 前番組同様、スピーク担当のキャスターは報道フロアからフジテレビの月-金曜10時台の情報番組にニュースコーナーがある場合は、その担当を兼務する。『ザ・ビッグチャンス!』の終了後、一旦ニュースコーナーは廃止されたが、『ハピふる!』では「スピーク一番出し」として復活。同番組終了後に再び中断を経て『知りたがり!』で再復活したが、次番組の『ノンストップ!』で再び廃止された。

### 外信キャスター
- 1992年4月 - 1993年3月：横井克裕（月 - 水）、陣内誠（木・金）

番組リニューアルで外信デスク席がメインキャスター席の右側に設けられ、座って海外ニュース(コーナー名は『NEWS ABROAD』）を伝えた。共に当時フジテレビアナウンサー。
横井は、1992年7月以降、金曜日の『FNNニュース・明日の天気』および『FNN NEWSCOM』を兼務。

### 天気予報キャスター
原則女性メインキャスターが兼務していたが、キャスター以外のアナウンサーが担当することがあった。当番組前後の帯番組を担当する天達武史、寺川奈津美など外部の気象予報士は起用されない（当枠の後継番組および「バイキング」についても同様）。
- 永尾亜子 - 2016年の「お台場みんなの夢大陸」の中継紹介も兼ねた。

1992年から1999年までは以下のアナウンサー（いずれも当時）がシフト勤務で担当した。
- 筒井櫻子
- 松尾紀子（気象予報士の資格を取得後）
- 近藤サト
- 田代尚子
- 阿部知代
- 平松あゆみ
- 藤村さおり
- 宇田麻衣子

時期不明ではあるものの入江伸子（東京都議会議員・都民ファーストの会所属）が大学生時代にお天気キャスターを務めていた時期があった。

### 代役について
メインキャスターが休暇等で出られない場合は、フジテレビまたはFNN系列局のアナウンサーが代理を務める。2000年代以降、代理経験があるのは以下のアナウンサー。

## テーマ音楽
テーマのみならず、アイキャッチ、お天気リポートのBGMなども担当。
- 初代（1987年10月1日 - 1992年3月31日）：たかしまあきひこ
- 2代目（1992年4月1日 - 1997年3月29日）：服部克久
- 3代目（1997年3月31日 - 2003年3月29日）：篠崎正嗣 - この代から月-金曜と土曜日でオープニングの長さが変更
- 4代目（2003年3月31日 - 2008年3月29日）：篠崎正嗣 - 先代のマイナーチェンジ版
- 5代目（2008年3月31日 - 2012年3月31日）：Jammin'Zeb - オープニングを簡略化。提供クレジットを分割。
- 6代目（2012年4月2日 - 2015年3月28日）：鈴木達也 - 月-金曜はヘッドラインが追加。土曜日のオープニングのみ先代を引き継ぎ
- 7代目（2015年3月30日 - 2016年9月30日）：鈴木達也 - 2016年4月2日に新設されたweekend版も制作。
- 8代目（2016年10月3日 - 2018年3月31日）：鈴木達也

## 放送内容

### 月-金曜版（終了時点）
11時30分から11時45分20秒までが全国向けニュース。最新ニュースや海外トピックス・スピーク特集を放送。
オープニング
初期はキャスターは冒頭の挨拶の際に自分の名前をフルネームで言っていたが、堺正幸・木幡美子コンビ（第1期）となった1996年4月からは挨拶と日付・曜日のみとなっている。
全国ニュース
ストレートニュース（キャスター読み上げ）主体だが特集や一部ニュースにナレーター読みVTRがある。ナレーターは夜枠の『ユアタイム』と違い、夕方枠同様いずれもフジテレビアナウンサーが担当していた。
スピーク特集
全国ニュース枠で放送し、ニュースと海外トピックスの間で放送することが多い。5日通しで組む事があり、番組ウェブサイトに掲載される事がある。大きなニュースがある場合は中止。
WORLD TOPICS
世界のこぼれ話的なショートニュースを原則として1～2本取り上げる。1本目は奥寺健、2本目がある場合は斉藤舞子が読み上げる。
円と為替（経済情報）
ローカルニュースへ切り替わる直前に放送。2009年から放送時間が流動化。
お天気コーナー（関東ローカル）
一時期は天気予報は全国パートとローカルパートがあり、全国パートを『お天気リポート』として放送していた。なお『お天気リポート』開始時には一時期、専用のBGMが流れていた。（系列局への配慮として）
エンディング
かつてキャスターが挨拶をしてエンディングの提供クレジットに入ると、キャスターがその場で会話をする様子が見られる。ちなみに内容はその日のニュースとはまったく関係のない雑談らしい。過去にどんな内容を話しているかめざまし調査隊で調べたことがある。後に挨拶をする様子や天気カメラの映像が映るのみで、局によってはここでローカル出しで提供クレジットを流すところもある。
2014年4月から、月-金曜のエンディング(の提供クレジット部分)は、土曜バージョンと同じになった。

### 月-金曜版（過去）
スピークNEW!
番組終了2分前の11時55分05秒より、一部の地域を除いて、ニュースを1本から2本放送。2002年10月から2014年3月まで放送。
スピークフラッシュ
その日の番組内で伝えた主なニュース項目を簡単に振り返る。『今日の気になる』(現在は終了)と共に2002年4月から放送されている。『スピークNEW』の次に放送され、11時30分からの全国ニュースのトップ項目より2項目をニュース映像、残りをテロップで表示。放送終了時間までの時間調整的役割も果たしていて、休止の日が多い。30秒もないことが多く、放送終了時間までの残り時間がギリギリになり省略となることも少なくない。

### 土曜版
地球グラフィティー / WEEKEND FLASH / スポーツCRUSH
土曜日の放送時間が30分の時代に放送（1999年3月まで）。海外の三面記事的なニュースを集めたコーナーで、ナレーションは銀河万丈が担当した。週末でニュースの本数が少ない分を穴埋めする形で放送されていたため、ストレートニュース番組のコーナーとしては独特の、のんびりしたテンポで構成されていた。『FNN NEWSCOM』で放送された「COMPACK」のベースとなったほか、放送終了後に『ニュースJAPAN』内の「衝撃@世界（しょうげき あっと わーるど）」として復活したこともあった。

## ネット状況

### ネット局
| 放送対象地域   | 放送局                       | 系列        | 放送時間      | 放送時間      | エンディング ネット状況 （月-金曜のみ） | 備考                    |
| 放送対象地域   | 放送局                       | 系列        | 月-金曜       | 土曜日        | エンディング ネット状況 （月-金曜のみ） | 備考                    |
| -------------- | ---------------------------- | ----------- | ------------- | ------------- | --------------------------------------- | ----------------------- |
| 関東広域圏     | フジテレビ (CX) 基幹・制作局 | FNN系列     | 11:30 - 11:55 | 11:45 - 12:00 | ○                                       |                         |
| 北海道         | 北海道文化放送 (UHB)         | FNN系列     | 11:30 - 11:55 | 11:45 - 12:00 | ○                                       |                         |
| 岩手県         | 岩手めんこいテレビ (mit)     | FNN系列     | 11:30 - 11:55 | 11:45 - 12:00 | ○                                       | 1991年4月1日開局から    |
| 宮城県         | 仙台放送 (OX)                | FNN系列     | 11:30 - 11:55 | 11:45 - 12:00 | ○                                       |                         |
| 秋田県         | 秋田テレビ (AKT)             | FNN系列     | 11:30 - 11:55 | 11:45 - 12:00 | ○                                       |                         |
| 山形県         | さくらんぼテレビ (SAY)       | FNN系列     | 11:30 - 11:55 | 11:45 - 12:00 | ○                                       | 1997年4月1日開局から    |
| 福島県         | 福島テレビ (FTV)             | FNN系列     | 11:30 - 11:55 | 11:45 - 12:00 | ○                                       |                         |
| 新潟県         | 新潟総合テレビ (NST)         | FNN系列     | 11:30 - 11:55 | 11:45 - 12:00 | ○                                       |                         |
| 長野県         | 長野放送 (NBS)               | FNN系列     | 11:30 - 11:55 | 11:45 - 12:00 | ▲                                       |                         |
| 静岡県         | テレビ静岡 (SUT)             | FNN系列     | 11:30 - 11:55 | 11:45 - 12:00 | ×                                       |                         |
| 富山県         | 富山テレビ (BBT)             | FNN系列     | 11:30 - 11:55 | 11:45 - 12:00 | ○                                       |                         |
| 石川県         | 石川テレビ (ITC)             | FNN系列     | 11:30 - 11:55 | 11:45 - 12:00 | ○                                       |                         |
| 福井県         | 福井テレビ (FTB)             | FNN系列     | 11:30 - 11:47 | 11:45 - 11:54 | ×                                       |                         |
| 中京広域圏     | 東海テレビ (THK)             | FNN系列     | 11:30 - 11:52 | 11:45 - 11:56 | ×                                       |                         |
| 近畿広域圏     | 関西テレビ（KTV）            | FNN系列     | 11:30 - 11:55 | 11:45 - 12:00 | ×                                       |                         |
| 島根県・鳥取県 | 山陰中央テレビ (TSK)         | FNN系列     | 11:30 - 11:55 | 11:45 - 12:00 | ○                                       |                         |
| 岡山県・香川県 | 岡山放送 (OHK)               | FNN系列     | 11:30 - 11:55 | 11:45 - 12:00 | ○                                       |                         |
| 広島県         | テレビ新広島 (TSS)           | FNN系列     | 11:30 - 11:55 | 11:45 - 12:00 | ○                                       |                         |
| 愛媛県         | テレビ愛媛 (EBC)             | FNN系列     | 11:30 - 11:55 | 11:45 - 12:00 | ○                                       |                         |
| 高知県         | 高知さんさんテレビ (KSS)     | FNN系列     | 11:30 - 11:55 | 11:45 - 12:00 | ×                                       | 1997年4月1日開局から    |
| 福岡県         | テレビ西日本 (TNC)           | FNN系列     | 11:30 - 11:55 | 11:45 - 12:00 | ○                                       |                         |
| 佐賀県         | サガテレビ (sts)             | FNN系列     | 11:30 - 11:55 | 11:45 - 12:00 | ○                                       |                         |
| 長崎県         | テレビ長崎 (KTN)             | FNN系列     | 11:30 - 11:55 | 11:45 - 12:00 | ○                                       | 1990年10月1日ネット開始 |
| 熊本県         | テレビ熊本 (TKU)             | FNN系列     | 11:30 - 11:55 | 11:45 - 12:00 | ○                                       | 1989年10月2日ネット開始 |
| 大分県         | テレビ大分 (TOS)             | NNN/FNN系列 | 11:30 - 11:55 | 11:45 - 12:00 | ○                                       | 1993年10月1日ネット開始 |
| 鹿児島県       | 鹿児島テレビ (KTS)           | FNN系列     | 11:30 - 11:55 | 11:45 - 12:00 | ○                                       | 1994年4月1日ネット開始  |
| 沖縄県         | 沖縄テレビ (OTV)             | FNN系列     | 11:30 - 11:55 | 11:45 - 12:00 | ○                                       |                         |

- テレビ朝日等とのクロスネット局である宮崎県のテレビ宮崎(UMK)では、テレビ朝日の『ANNニュースライナー』→『ANNニュース』を、同時ネットしている為、全編に亘って放送されていない[注 14]。
- オープニングの提供スポンサー表示後、フジテレビは『協力 サンケイ→産經』、石川テレビは『協力 北陸中日新聞』（1992年頃まで）、福井テレビは『協力 中日新聞』、テレビ静岡は『協力 産経新聞 中日新聞』とテロップを表示していた。福井テレビでは2024年現在の『FNN Live News days』『FNN Live News α』でも表示している。

### 過去のネット局
| 放送対象地域 | 放送局                 | 系列    | ネット終了の理由                                 | 放送終了日    | 放送時間(終了時点)                               |
| ------------ | ---------------------- | ------- | ------------------------------------------------ | ------------- | ------------------------------------------------ |
| 山形県       | 山形テレビ (YTS)       | FNN→ANN | ANNへのネットチェンジによる                      | 1993年3月31日 | 11:30 - 12:00                                    |
| 全国放送     | フジテレビTWO (CS放送) | FNN     | CSチャンネル「ワンツーネクスト」の編成再編による | 2012年3月23日 | 12:00 - 12:30(月-金) 12:00 - 12:15(土) ※時差放送 |

### 系列局の番組名
2015年1月より、一部の系列局の番組表では以下のタイトルに差し替えられる。
- 新潟総合テレビ - FNN NSTスピーク
- 長野放送 - FNNスピーク NBS→FNNスピーク
- 東海テレビ - FNN東海テレビスピーク / お天気レーダー→FNNスピーク / お天気レーダー
- 関西テレビ - KTVワイドニュース→KTVワイドニュース（月-金曜） / KTVニュース（土曜日）→FNNスピーク（月-金曜） / KTVニュース（土曜日）→FNNスピーク
- テレビ新広島 - tssスピーク FNN
- テレビ西日本 - FNNニューススピーク TNC→FNNスピーク TNC→FNNスピーク
- サガテレビ - FNN stsスピーク→FNN SAGA TVスピーク
- テレビ長崎 - KTN FNNスピーク→KTNスピーク
- テレビ熊本 - FNNスピーク TKU→FNNスピーク
- テレビ大分 - FNN TOSスピーク

## スタッフ
- 編集長・プロデューサー：加納正（2017年 -、2005年 - 2008年もプロデューサー）
- PD(プログラムディレクター)：木村大久
- 制作：フジテレビ報道センター（旧：フジテレビ報道局）
- 製作著作：フジテレビ

過去のスタッフ
- PD(プログラムディレクター)：
  - 小川晃子（2014年まで）
- プロデューサー：
  - 森山俊輔（2000年 - 2003年）
  - 坂本隆之（2008年 - 2011年）
  - 磯部誠二（2011年 - 2015年）
  - 鹿嶋豪心（2015年 - 2017年）